# Tomorrow Sunny / The Revelry, Spp
Tomorrow Sunny / The Revelry, Spp ist ein Jazzalbum von Henry Threadgill. Die am 3. und 4. Dezember 2011 im Brooklyn Recording Studio, Brooklyn, entstandenen Aufnahmen erschienen am 26. Juni 2012 auf Pi Recordings.

## Hintergrund
Threadgill war zum Zeitpunkt der Veröffentlichung 68 Jahre alt. Er war wichtiges Mitglied der Association for the Advancement of Creative Musicians, als Bandleader mit bis dato über 30 Veröffentlichungen und der Arbeit mit einer Reihe von Bands wie Air, Very Very Circus und Make a Move. Nach Mark F. Turner (All About Jazz) war er „einer der führenden Innovatoren der zeitgenössischen Musik“ und sein Bandprojekt Zooid bestand seit 2000 und war damit das am längsten bestehende seiner Ensembles, zu dem gleichgesinnte Musiker gehörten wie der Gitarrist Liberty Ellman, der Tubaspieler und Posaunist José Davila, des Weiteren Stomu Takeishi an der akustischen Bassgitarre und Elliot Humberto Kavee am Schlagzeug. Die inzwischen zum Sextett angewachsene Gruppe wurde vervollständigt mit dem Neuzugang Christopher Hoffman am Cello.
Tomorrow Sunny / The Revelry, Spp war 2012 die vierte Veröffentlichung von Zoid für das Independent-Label Pi Recordings, das 2001 gegründet wurde, um Creative Music zu veröffentlichen und mit gleich zwei Alben Threadgills begann – Everybodys Mouth’s a Book, vom elektrischen Make a Move Quintett, und Zooids Debütalbum Up Popped the Two Lips.

## Titelliste

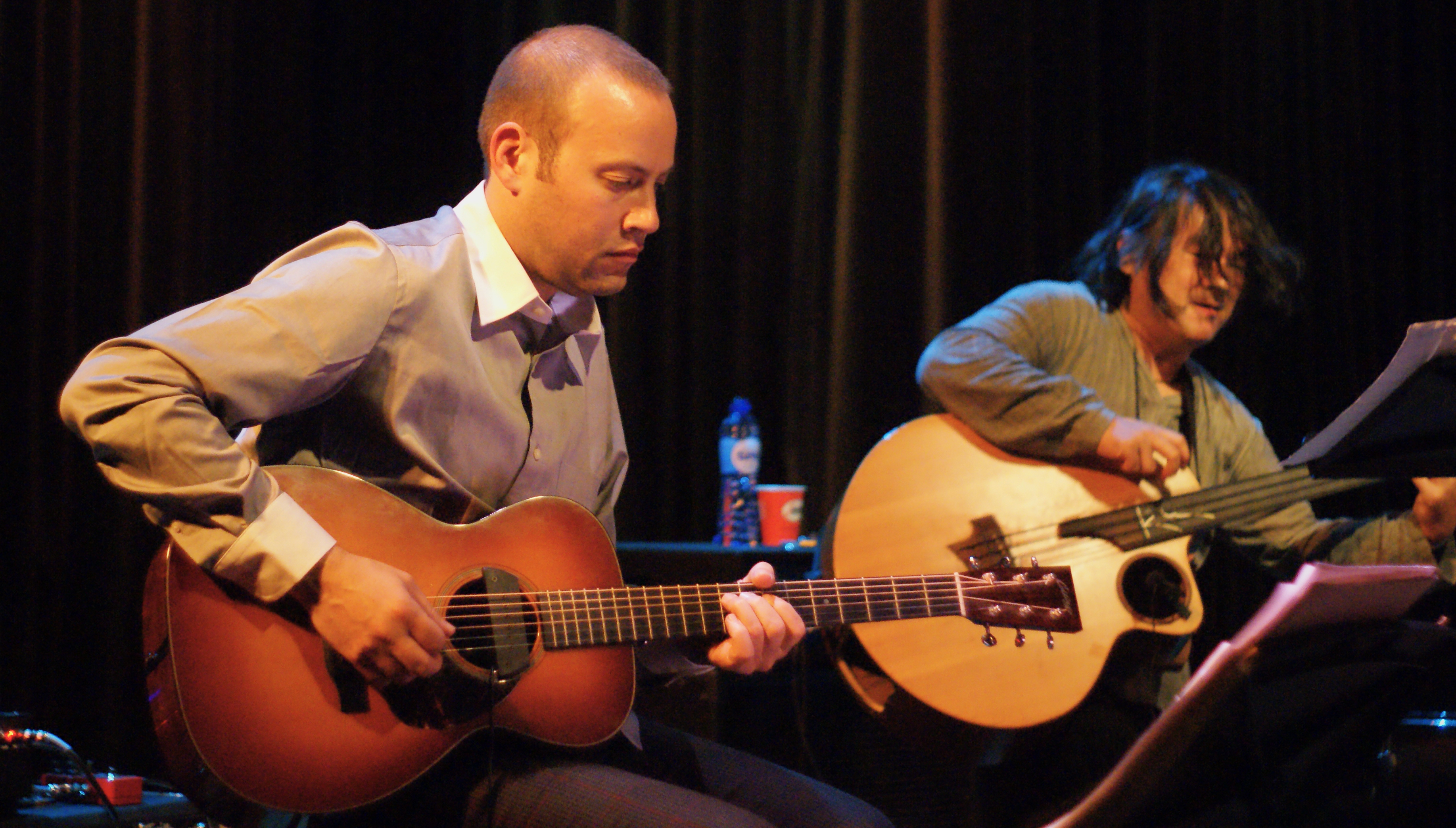
Liberty Ellman und Stomu Takeishi (rechts) bei einem Auftritt mit Henry Threadgill & Zooid, 16. November 2011

- Henry Threadgill Zooid: Tomorrow Sunny / The Revelry, Spp (Pi Recordings PI43)[3]

1. A Day Off 5:50
2. Tomorrow Sunny 6:30
3. So Pleased, No Clue 3:34
4. See The Blackbird Now 9:27
5. Ambient Pressure Thereby 10:34
6. Put On Keep / Frontispiece, Spp 6:25
7. Recording Information 1:44

Die Kompositionen stammen von Henry Threadgill.

## Rezeption
Nach Ansicht von Mark F. Turner, der das Album in All About Jazz rezensierte, demonstriere Tomorrow Sunny / The Revelry, Spp, das auf die von der Kritik hochgelobten Pi-Produktionen This Brings Us to Volume I (2009) und Volume II (2010) folgt, Threadgills fortgesetztes Streben nach Musik, die „einer einfachen Erklärung trotzt“. Es sei so fesselnd wie jedes seiner früheren Werke. Wenn überhaupt, entwickeln sich die Konzepte von Threadgill weiter. Diese ausgeschöpften Mechanismen des Kontrapunkts und der Improvisation sind in „A Day Off“ immer noch vorhanden, aber es gebe auch neue Klanglandschaften, die die Fantasie in „See The Blackbird Now“ anregen, wo Christopher Hoffmans eindringliches Cello singe, während die anderen sich der ätherischen Linie anschließen. Die sechs Kompositionen würden komplexe Klangtopographien ansteuern, so der Autor, in denen sich Ellmans suchende akustische Linien und Davilas tieffrequentes Rumpeln auf der Tuba zwischen dem Bassisten Stomu Takeishi und dem Schlagzeuger Elliot Humberto Kavees kadenzenhaft bewegen. Tomorrow Sunny / The Revelry, Spp sei völlig eigenwillig, explorativ und strotze vor Unmittelbarkeit, gespielt von einer großartigen Band und ihrem brillanten Komponisten.

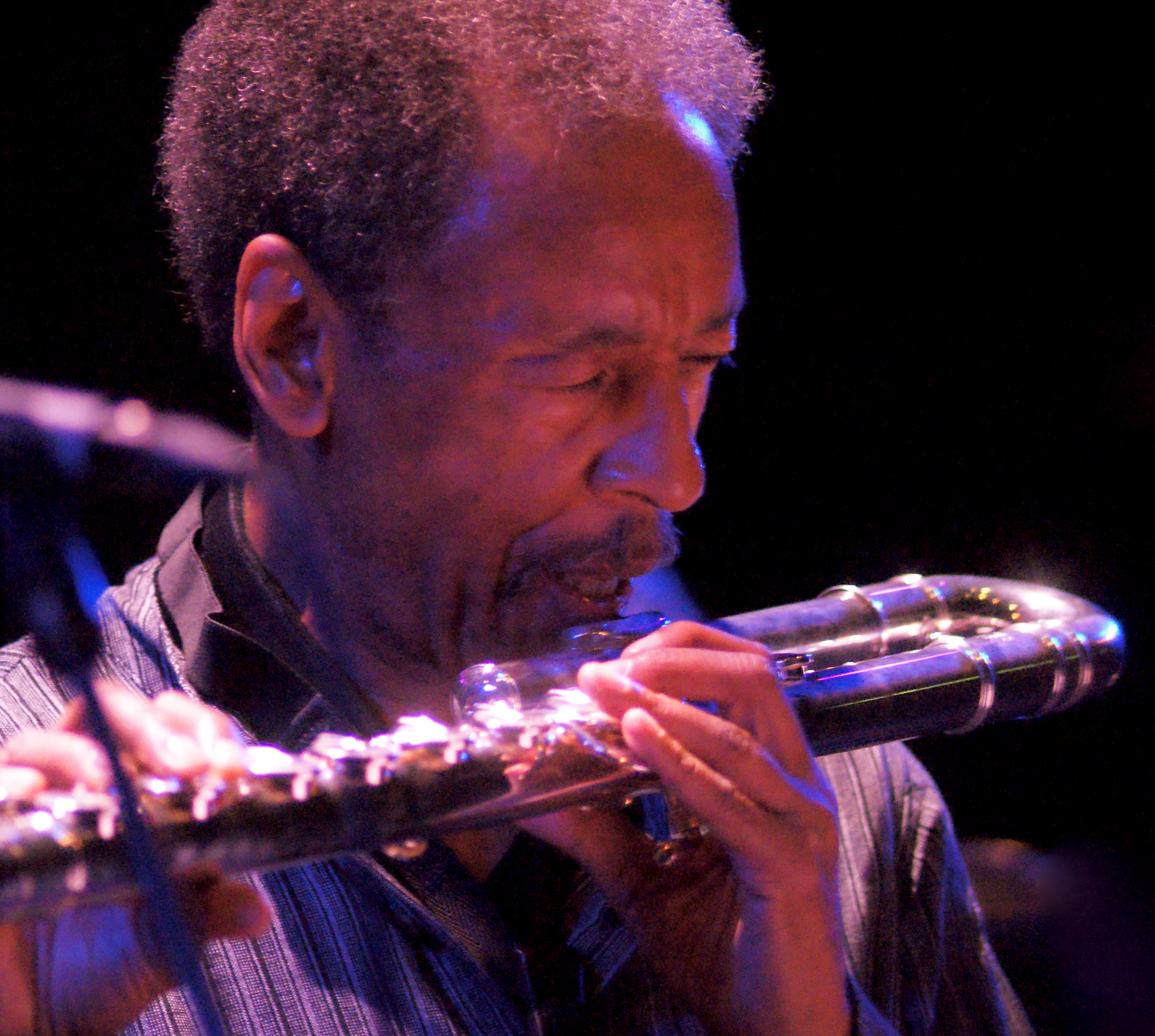
Henry Threadgill auf der Bassflöte (2011)

Ebenfalls in All About Jazz schrieb Troy Collins, als Beweis für die Führungsqualitäten Threadgills verfüge Zooid seit seiner Gründung über ein ziemlich konstantes Personal. Der bemerkenswerteste Unterschied zwischen dieser Platte und den beiden vorherigen This Brings Us To, Vol. 1&2 sei der personelle Zugang von Cellist Christopher Hoffman, so dass Zooid wieder in die Sextett-Konfiguration seines ersten Auftritts zurückkehre. Der kumulative Effekt der musikalischen Struktur sei „ein kontrapunktisches Gitterwerk aus polyphonen Harmonien, kaleidoskopischen Texturen und modulierenden Kreuzrhythmen.“ Das Album sei in einer Reihe dramatischer Bögen angeordnet und schwanke zwischen unzähligen Stimmungen, die von der brodelnden Inbrunst von „A Day Off“ bis zum gedämpften Pointillismus von „Put On Keep / Frontispiece, Spp“ reichen würden, so Collins. „Als vereinte Gemeinschaft verschmelzen die Beiträge der einzelnen Mitglieder zu einem schillernden Mosaik, ihre prismatischen Aussagen fließen und fließen von Vordergrund zu Hintergrund.“ Einige der umfangreichsten Variationen stammen hier von Christopher Hoffman, dessen vielfarbige Arbeit von kraftvollem Funk auf „Tomorrow Sunny“ bis hin zu zurückhaltender Lyrik auf „See the Blackbird Now“ reiche.
Mike Shanley schrieb in JazzTimes, auch wenn Threadgill sich als Solist wie auch bei vorangegangenen Zooid-Alben immer noch zurückhalte, um den Rest der Band den größten Teil des Sounds färben zu lassen, würden seine Auftritte diesmal viel präsenter klingen. Sein üppig tönendes Jammern auf dem Altsaxophon in „So Pleased, No Clue“ sei eines der Highlights des Albums. Bei „See the Blackbird Now“ ertöne nach ein paar Minuten eine seltsame Stimme, die so klinge, als würde José Davila durch seine Posaune singen. Schließlich werde klar, dass der mysteriöse Spieler tatsächlich Threadgill an der Bassflöte sei, dessen Spiel sehr einer menschlichen Stimme ähnle und die Klanglandschaft erheblich bereichere.
John Fordham zitierte in seiner Rezension im Guardian aus der New York Times, die Threadgill als „einen der spannendsten Komponisten in und um das Jazzidiom“ bewertete. Im klassischen Komponieren geschult, wende er diese Ressourcen mutig auf die melodische Entwicklung und das Zusammenspiel dynamischer, struktureller und rhythmischer Kontraste an, schrieb Fordham weiter, aber die Phrasierung und Nuancen würden aus dem Jazz stammen. Zooids ungewöhnliche Mischung aus Blechbläsern, Streichern, Perkussion und Threadgills Saxophon und Flöten böte eine sehr breite Palette für das Sextett. Dieses Album sei auf ganzer Linie Threadgill pur, von den sanft knallenden Tuba-Sounds zu Beginn über einen Drum-Shuffle bis hin zu Liberty Ellmans schrillen Gitarrenlinien, genial gepaart mit den surrenden Flötenfiguren des Bandleaders. „Trauriges Cellogeflüster werde von Becken überschattet und tiefe Altflötenreflexionen werden von spanisch klingenden Gitarrenparts umarmt. Am Ende ertönt eine feierlich gesprochene Intonation des Aufnahmeabspanns wie Threadgills Aufforderung, darüber nachzudenken, wo die Musik auf diesem Album wirklich endet.“ Dies sei stark ausgearbeitete, ernste zeitgenössische Musik, aber auch voller Soul und ruhiger Lebendigkeit.